# Karl Gustav Heiland
Karl Gustav Heiland (* 17. August 1817 in Herzberg (Elster); † 16. Dezember 1868 in Magdeburg) war ein deutscher Philologe, Gymnasialdirektor und pädagogischer Schriftsteller.

## Leben

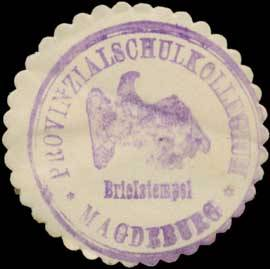

Heiland studierte an der Universität Leipzig. Als Lehrer am Domgymnasium Halberstadt trat er 1840 in den Staatsdienst. 1850 wurde er Direktor des Oelser Gymnasiums. Er wechselte 1854 nach Stendal und 1856 an das Wilhelm-Ernst-Gymnasium Weimar. 1860 wurde er als Schulrat in das Provinzialschulkollegium der Provinz Sachsen in Magdeburg berufen.
Schriftstellerisch hat sich Heiland besonders durch seine Beiträge zu Karl Adolf Schmids Encyklopädie des gesamten Erziehungs- und Unterrichtswesens hervorgetan. Auch besorgte er eine Ausgabe von Xenophons Agesilaos (1847).